# Cécile Mainardi
Cécile Mainardi ou Mainar est une poétesse française née en 1966.

## Biographie

### Carrière
Née en 1966, Cécile Mainardi vit et travaille à Nice et à Paris.  
Elle est pensionnaire de la Villa Médicis en 1998 puis reste un temps à Rome, étant notamment professeur de linguistique française.  
En 2005, elle est en résidence à la Villa Arson puis au BAL en 2013.  
Elle intervient régulièrement dans des lieux d’art, et  concentre sa pratique du côté de l’image et de la performance, son travail a fait l'objet de performances, lectures publiques et de créations radiophoniques, participant à l'Atelier de création radiophonique de France Culture. 
Deux de ses livres, Rose activité mortelle (2012) et Idéogrammes acryliques (2019), ont été publiés dans la collection Flammarion "Poésie", dirigée par Yves di Manno. Ce dernier la fait figurer dans son anthologie, codirigée par Isabelle Garron, intitulée Un nouveau monde. Poésies en France, 1960-2010 , dans la section «Une néo avant-garde ?». 
Cécile Mainardi préside la Commission Poésie du Centre national du livre[réf. nécessaire].

### Style
Sa poésie est qualifiée de lyrique ; il s'agirait cependant d'un lyrisme qui sait souvent être «âcre», mener ses investigations dans le langage, questionner le visible. 
Cécile Mainardi n’est pas qu'une poétesse lyrique : elle se prête volontiers à l'expérimentation et à l'exploration de formes de création nouvelles. L'Histoire très véridique et très émouvante de ma voix de ma naissance à ma dernière chose prononcée (2016) et Le degré Rose de l'écriture (2018), se décalent ainsi de l'écriture poétique pour imaginer une autre forme de rapport à la création artistique. Dans ce dernier livre, Cécile Mainardi imagine ainsi de retirer le «i» final de son nom afin de se transformer en Cécile Mainard - changement d'identité par lequel elle passerait de la poésie à l'art.
Depuis son entrée en écriture, l’œuvre de Cécile Mainardi est tendue entre l'écriture du poème et la tentation de l'art et de la performance. Cette tension et les rencontres qu'elle suscite ont produit plus d'une dizaine de livres de poèmes, de nombreuses performances et récemment, une apparition en 2018 au festival Extra!, organisé par le Centre Georges-Pompidou autour de la littérature hors du livre.

## Publications

### Livres
- Grièvement, éditions Telo Martius, 1992.
- L’Armature de Phèdre, éditions Contre-Pied, 1997.
- La forêt de Porphyre, éditions Ulysse Fin de Siècle, 1998.
- La blondeur, éditions Contre-Pied, 2004.
- P.O.V. (Point Of View), livre de collaboration avec l’artiste photographe A. Gomez de Tuddo, Albatros, Rome, 2005.
- La Blondeur,  éditions Les Petits matins, Paris, 2006 (postface de Stéphane Bouquet).
- Je suis une grande Actriste,  éditions de l’Attente, 2007.
- L’eau super-liquide, Ragage, 2008.
- Poemz, cipM / Spectres Familiers, 2009.
- L’Immaculé Conceptuel, Les Petits Matins, 2010 (postface de Marcin Sobieszczanski).
- Rose Activité Mortelle, Flammarion, 2012.  — Prix Maïse Ploquin-Caunan de l'Académie française, 2013[10]
- L'Histoire très véridique et très émouvante de ma voix de ma naissance à ma dernière chose prononcée, Contre-Pied, 2016.
- L'Homme de pluie, Série Discrète, 2017.
- Le Degré rose de l'écriture, Ekphr@sis, 2018.
- Idéogrammes acryliques, Flammarion, 2019.

#### Sous le nom de Cécile Mainard
- Jean-Baptiste Farkas, Entretien sur la soustraction avec Cécile Mainard, Collection Beaucoup plus de moins !, Saint-Étienne : Riot éditions, 2023 (ISBN : 978-2-493403-11-7, copyleft, présentation en ligne en PDF).
- Roman d’exposition, Lausanne, art&fiction, coll. « ShushLarry », 2023, 172 p. (ISBN 978-2-88964-049-2, présentation en ligne)

### Plaquette
- Cécile and co ainsi dansent (tirée à la Villa Arson, à la suite du workshop d’écriture avec les étudiants)

### Livres collectifs, anthologies, revues
- Un peu à l’Ouest, autour du travail de Pierre Mabille , collection « Petit Format », 2008,
- Revue Espace(s) du CNES no 5, « l’attraction poétique », 2009.
- Revue Grumeaux no 1, Nous, 2009.
- Revue De(s)générations no 10, « ligne de tir 2 », 2010.
- Revue Ligne 13 no 2, 2010.
- Revue RoToR no 7, juin 2011.
- Anthologie / Je prends note, Action Poétique, 2011.
- Revue Re:, art&fiction, « Représentation », 2014.

### Publications à l’étranger
- Anthologie, Nueve siglos de poesia femenina en lengua francesa, bilingue espagnol-français, Espejo de Vento, 2008, à Rome, Ambassade d’Espagne en Italie, 2010[11].

## Vidéo
- Recycled Paper Notes, 1995, publiée dans la revue Jeub Jeub.

## Distinctions

### Récompenses
- 2013 : Prix Maïse Ploquin-Caunan de l'Académie Française pour Rose activité mortelle[12]

### Décorations
- Chevalier de l'ordre des Arts et des Lettres (2022)[13]